# Fajã Grande
Fajã Grande ist eine portugiesische Freguesia (Gemeinde) im Kreis (Município) Lajes das Flores der Azoren-Insel Flores. Es liegt auf einer Küstenebene zu Füßen einer mehrere hundert Meter hohen Steilwand. Als westlichste Siedlung der Insel ist es zugleich die westlichste Ortschaft Europas. Das Eiland Monchique oder Ilhéu do Monchique (31° 16' 24" W), Fajã Grande westlich vorgelagert, bildet den westlichsten Punkt Europas. Als man in der Seefahrt noch nach den Gestirnen navigierte, war das Inselchen ein bedeutender Bezugspunkt zur Verifizierung und Kalibrierung der Navigationsinstrumente. Zwischen hier und Amerika liegt nur der Atlantik  bis zu den Bermudas, dem Nordamerika vorgelagerten Archipel.
Fajã Grande ist ein hervorragender Ausgangspunkt für Wanderungen auf Flores. Drei der vier offiziellen und gekennzeichneten Wanderwege der Insel beginnen oder enden hier.

## Galerie

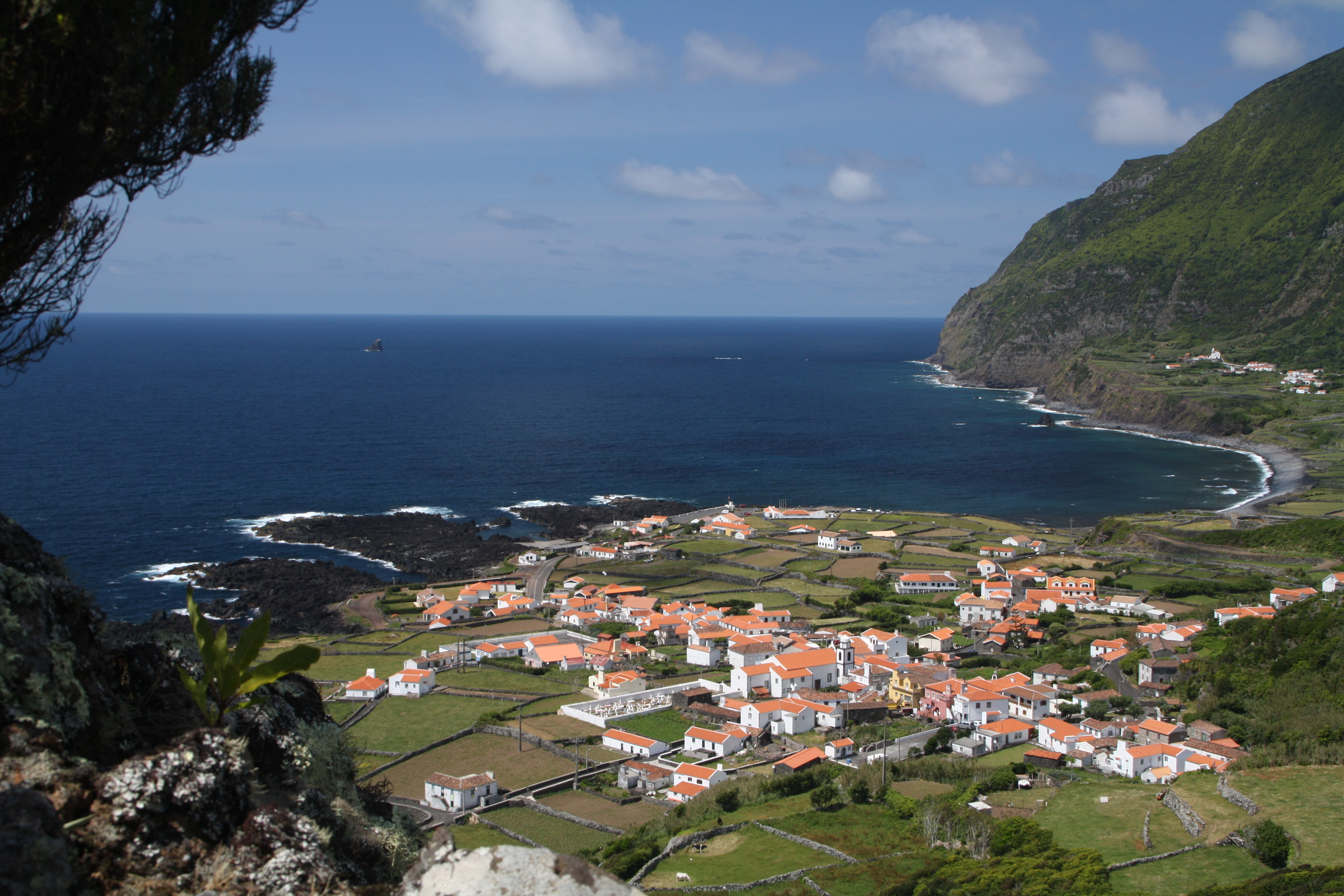
Blick auf Fajã Grande
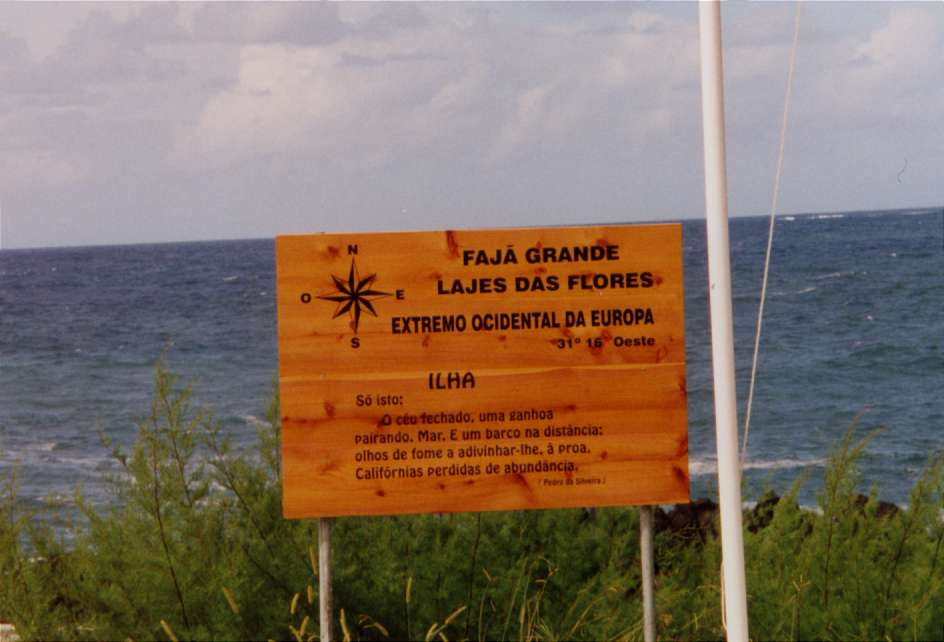
Westlichste Gemeinde Europas
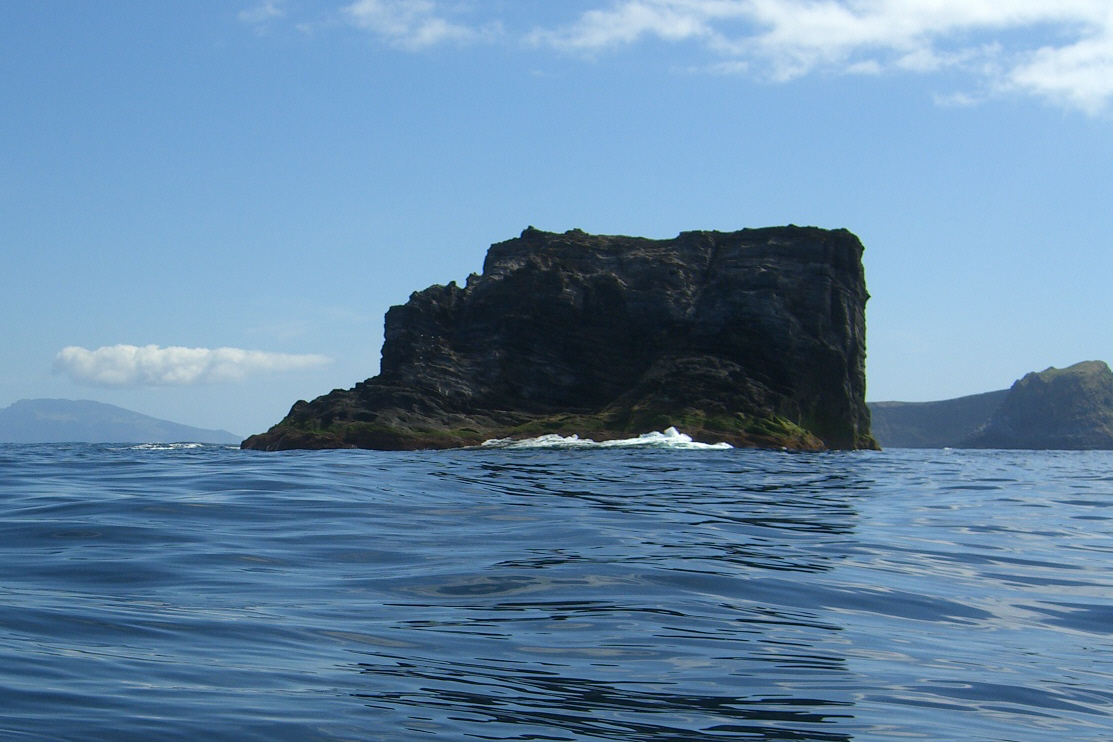
Ilhéu do Monchique